# Qualificazioni al campionato mondiale di calcio 2002 - OFC
Sono elencate di seguito le date e i risultati della zona oceanica (OFC) per le qualificazioni al mondiale del 2002.

## Formula
10 membri FIFA si contendono i 0,5 posti disponibili per la fase finale: due turni di qualificazione.
- Primo turno: due gironi da cinque squadre, con partite di sola andata. La vincente di ogni gruppo accede ai playoff.
- Playoff: partite di andata e ritorno. Le vincenti del playoff gioca lo spareggio con la quinta classificata del girone finale del CONMEBOL.

## Primo Turno

### Gruppo 1
| Data           | Luogo         | Squadra 1       | Risultato | Squadra 2       |
| -------------- | ------------- | --------------- | --------- | --------------- |
| 7 aprile 2001  | Coffs Harbour | Samoa           | 0 - 1     | Tonga           |
| 7 aprile 2001  | Coffs Harbour | Figi            | 13 - 0    | Samoa Americane |
| 9 aprile 2001  | Coffs Harbour | Tonga           | 0 - 22    | Australia       |
| 9 aprile 2001  | Coffs Harbour | Samoa Americane | 0 - 9     | Samoa           |
| 11 aprile 2001 | Coffs Harbour | Samoa           | 1 - 6     | Figi            |
| 11 aprile 2001 | Coffs Harbour | Australia       | 31-0      | Samoa Americane |
| 14 aprile 2001 | Coffs Harbour | Figi            | 0 - 2     | Australia       |
| 14 aprile 2001 | Coffs Harbour | Samoa Americane | 0 - 5     | Tonga           |
| 16 aprile 2001 | Coffs Harbour | Australia       | 11 - 0    | Samoa           |
| 16 aprile 2001 | Coffs Harbour | Tonga           | 1 - 8     | Figi            |

| Pos | Squadra         | Pti | G | V | N | P | GF | GS | DR  |
| --- | --------------- | --- | - | - | - | - | -- | -- | --- |
| 1   | Australia       | 12  | 4 | 4 | 0 | 0 | 66 | 0  | +66 |
| 2   | Figi            | 9   | 4 | 3 | 0 | 1 | 27 | 4  | +23 |
| 3   | Tonga           | 6   | 4 | 2 | 0 | 2 | 7  | 30 | -23 |
| 4   | Samoa           | 3   | 4 | 1 | 0 | 3 | 10 | 18 | -9  |
| 5   | Samoa Americane | 0   | 4 | 0 | 0 | 4 | 0  | 57 | -57 |

 Australia qualificata ai playoff.

### Gruppo 2
| Data           | Luogo    | Squadra 1      | Risultato | Squadra 2      |
| -------------- | -------- | -------------- | --------- | -------------- |
| 4 giugno 2001  | Auckland | Vanuatu        | 1 - 6     | Tahiti         |
| 4 giugno 2001  | Auckland | Isole Salomone | 9 - 1     | Isole Cook     |
| 6 giugno 2001  | Auckland | Tahiti         | 0 - 5     | Nuova Zelanda  |
| 6 giugno 2001  | Auckland | Isole Cook     | 1 - 8     | Vanuatu        |
| 8 giugno 2001  | Auckland | Vanuatu        | 2 - 7     | Isole Salomone |
| 8 giugno 2001  | Auckland | Nuova Zelanda  | 2 - 0     | Isole Cook     |
| 11 giugno 2001 | Auckland | Isole Salomone | 1 - 5     | Nuova Zelanda  |
| 11 giugno 2001 | Auckland | Isole Cook     | 0 - 6     | Tahiti         |
| 13 giugno 2001 | Auckland | Nuova Zelanda  | 7 - 0     | Vanuatu        |
| 13 giugno 2001 | Auckland | Tahiti         | 2 - 0     | Isole Salomone |

| Pos | Squadra        | Pti | G | V | N | P | GF | GS | DR  |
| --- | -------------- | --- | - | - | - | - | -- | -- | --- |
| 1   | Nuova Zelanda  | 12  | 4 | 4 | 0 | 0 | 19 | 1  | +18 |
| 2   | Tahiti         | 9   | 4 | 3 | 0 | 1 | 14 | 6  | +8  |
| 3   | Isole Salomone | 6   | 4 | 2 | 0 | 2 | 17 | 10 | +7  |
| 4   | Vanuatu        | 3   | 4 | 1 | 0 | 3 | 11 | 21 | -10 |
| 5   | Isole Cook     | 0   | 4 | 0 | 0 | 4 | 2  | 25 | -23 |

 Nuova Zelanda qualificata ai playoff.

## Playoff
| Data           | Luogo      | Squadra 1     | Risultato | Squadra 2     |
| -------------- | ---------- | ------------- | --------- | ------------- |
| 20 giugno 2001 | Wellington | Nuova Zelanda | 0 - 2     | Australia     |
| 24 giugno 2001 | Sydney     | Australia     | 4 - 1     | Nuova Zelanda |

 Australia accede allo spareggio intercontinentale contro l' Uruguay, quinta classificata del CONMEBOL.